# Montboucher-sur-Jabron
Montboucher-sur-Jabron är en kommun i departementet Drôme i regionen Auvergne-Rhône-Alpes i sydöstra Frankrike. Kommunen ligger i kantonen Montélimar 2e Canton som tillhör arrondissementet Nyons. År 2022 hade Montboucher-sur-Jabron 2 559 invånare.

## Befolkningsutveckling
Antalet invånare i kommunen Montboucher-sur-Jabron
Referens:INSEE